# Croatie aux Jeux olympiques d'été de 2008
La Croatie participe aux Jeux olympiques d'été de 2008 à Pékin.

## Liste des médaillés croates

### Médailles d'or
| Sport              | Discipline | Sportifs | Performance |
| Médailles d'or : 0 |            |          |             |

### Médailles d'argent
| Sport                  | Discipline          | Sportifs      | Performance |
| Médailles d'argent : 2 |                     |               |             |
| Gymnastique artistique | Cheval d'arçon (H)  | Filip Ude     | 15,725 pts  |
| Athlétisme             | Saut en hauteur (F) | Blanka Vlašić | 2,05 m      |

### Médailles de bronze
| Sport                   | Discipline                     | Sportifs        | Performance                  |
| Médailles de bronze : 3 |                                |                 |                              |
| Tir                     | Carabine 10 m air comprimé (F) | Snježana Pejčić | 101,9 pts                    |
| Taekwondo               | - 57 kg (F)                    | Martina Zubčić  | Croatie 5 - 4 Taipei chinois |
| Taekwondo               | - 67 kg (F)                    | Sandra Šarić    | Croatie 5 - 1 Porto Rico     |

## Qualifications

### Athlétisme
| Hommes - Jurica Grabušić (110 m haies) - Martin Marić (Lancer du disque) - András Haklits (Lancer du marteau) - Nedžad Mulabegović (Lancer du poids) | Femmes - Vanja Perišić (800 mètres) - Nikolina Horvat (400 m haies) - Vera Begić (Lancer du disque) - Ivana Brkljačić (Lancer du marteau) - Sanja Gavrilović (Lancer du marteau) - Blanka Vlašić (Saut en hauteur) |

#### Hommes
| Épreuve           | Athlète            | Séries   | Séries | Quarts de finale | Quarts de finale | Demi-finales | Demi-finales | Finale   | Finale |
| Épreuve           | Athlète            | Résultat | Rang   | Résultat         | Rang             | Résultat     | Rang         | Résultat | Rang   |
| ----------------- | ------------------ | -------- | ------ | ---------------- | ---------------- | ------------ | ------------ | -------- | ------ |
| 110 mètres haies  | Jurica Grabušić    | 14.18    | 7e     | -                | -                | -            | -            | -        | -      |
| Lancer du poids   | Nedžad Mulabegović | 19,35m   | 16e    | -                | -                | -            | -            | -        | -      |
| Lancer du disque  | Martin Marić       | 59,25m   | 13e    | -                | -                | -            | -            | -        | -      |
| Lancer du marteau | András Haklits     | 77,12m   | 4e Q   | -                | -                | -            | -            | 76,58m   | 10e    |

#### Femmes
| Epreuve           | Athlète          | Séries   | Séries | Quarts de finale | Quarts de finale | Demi-finales | Demi-finales | Finale   | Finale            |
| Epreuve           | Athlète          | Résultat | Rang   | Résultat         | Rang             | Résultat     | Rang         | Résultat | Rang              |
| ----------------- | ---------------- | -------- | ------ | ---------------- | ---------------- | ------------ | ------------ | -------- | ----------------- |
| 400 mètres haies  | Nikolina Horvat  | 56.65    | 6e     | -                | -                | -            | -            | -        | -                 |
| Saut en hauteur   | Blanka Vlašić    | 1,93m    | 7e Q   | NC               | NC               | NC           | NC           | 2,05m    | Médaille d'argent |
| Lancer du disque  | Vera Begic       | 58,50m   | 13e    | -                | -                | -            | -            | -        | -                 |
| Lancer du marteau | Sanja Gavrilovic | 60,55m   | 23e    | -                | -                | -            | -            | -        | -                 |
| Lancer du marteau | Ivana Brkljačić  | 68,38m   | 9e     | -                | -                | -            | -            | -        | -                 |

### Aviron
| Hommes - Deux sans barreur: Siniša Skelin, Nikša Skelin - Deux de couple: Ante Kušurin, Mario Vekić | Femmes |

| Athlète(s)    | Compétition       | Série         | Série | Quart de finale | Quart de finale | Demi-finale   | Demi-finale | Finale                 | Finale |
| Athlète(s)    | Compétition       | Temps         | Rang  | Temps           | Rang            | Temps         | Rang        | Temps                  | Rang   |
| ------------- | ----------------- | ------------- | ----- | --------------- | --------------- | ------------- | ----------- | ---------------------- | ------ |
| Siniša Skelin | Deux sans barreur | 7 min 16 s 35 | 4e    | 6 min 38 s 30   | 2e              | 7 min 14 s 50 | 6e          | Finale B 7 min 11 s 19 | 6e     |
| Nikša Skelin  | Deux sans barreur | 7 min 16 s 35 | 4e    | 6 min 38 s 30   | 2e              | 7 min 14 s 50 | 6e          | Finale B 7 min 11 s 19 | 6e     |
| Ante Kusurin  | Deux de couple    | 6 min 27 s 38 | 2e    | NC              | NC              | 6 min 24 s 89 | 4e          | Finale B DNS           | /      |
| Mario Vekic   | Deux de couple    | 6 min 27 s 38 | 2e    | NC              | NC              | 6 min 24 s 89 | 4e          | Finale B DNS           | /      |

### Basket-ball
L'équipe masculine s'est qualifié lors du Tournoi préolympique de basket-ball 2008 qui s'est déroulé en Grèce en juillet 2008.
| Hommes - - Roko Leni Ukić - Davor Kus - Marko Popović - Marin Rozić - Nikola Prkačin - Damjan Rudež - Zoran Planinić - Sandro Nicević - Marko Tomas - Marko Banić - Krešimir Lončar - Stanko Barać |

#### Résultats
Phase de poule
| 10 août | Australie | 82 - | 97 | Croatie  |  |
| 12 août | Croatie   | 85 - | 78 | Russie   |  |
| 14 août | Argentine | 77 - | 53 | Croatie  |  |
| 16 août | Croatie   | 73 - | 86 | Lituanie |  |
| 18 août | Iran      | 57 - | 91 | Croatie  |  |

| Groupe A |                 |     |   |   |     |     |      |
|          | Équipe          | Pts | G | P | PP  | PC  | Diff |
| 1        | Lituanie (+4)   | 9   | 4 | 1 | 425 | 400 | +25  |
| 2        | Argentine (−4)  | 9   | 4 | 1 | 425 | 361 | +64  |
| 3        | Croatie (+15)   | 8   | 3 | 2 | 399 | 380 | +19  |
| 4        | Australie (−15) | 8   | 3 | 2 | 457 | 405 | +52  |
| 5        | Russie          | 6   | 1 | 4 | 387 | 406 | −19  |
| 6        | Iran            | 5   | 0 | 5 | 323 | 464 | −141 |

Quart de finale
| 20 août | Espagne | 72 - | 59 | Croatie |

### Boxe
Hommes
- 75 kg : Marijo Šivolija Jelica
- 91 kg : Marko Tomasović

| Athlète         | Catégorie                  | 16e de finale          | 8e de finale            | Quart de finale     | Demi-finale         | Finale              |
| Athlète         | Catégorie                  | Adversaire Résultat    | Adversaire Résultat     | Adversaire Résultat | Adversaire Résultat | Adversaire Résultat |
| --------------- | -------------------------- | ---------------------- | ----------------------- | ------------------- | ------------------- | ------------------- |
| Mario Sivolija  | Poids mi-lourds (-81Kg)    | Tauu'i Victoire RSCH 3 | Kurbanov Défaite 1-8    | -                   | -                   | -                   |
| Marko Tomasovic | Poids super-lourds (+91Kg) | NC                     | Cammarelle Défaite 1-13 | -                   | -                   | -                   |

### Canoë-kayak

#### Slalom
| Hommes - Emir Mujčinović (C1) |

| Athlète         | Compétition | Éliminatoires | Éliminatoires | Demi-finales | Demi-finales | Finale A | Finale A |
| Athlète         | Compétition | Temps         | Rang          | Temps        | Rang         | Temps    | Rang     |
| --------------- | ----------- | ------------- | ------------- | ------------ | ------------ | -------- | -------- |
| Emir Mujcinovic | C1          | 189.31 pts    | 15e           | -            | -            | -        | -        |

#### En ligne
| Hommes - Stjepan Janić (K-1 500 m, K-1 1000 m) |

| Athlète       | Compétition | Éliminatoires  | Éliminatoires | Demi-finales   | Demi-finales | Finale A       | Finale A |
| Athlète       | Compétition | Temps          | Rang          | Temps          | Rang         | Temps          | Rang     |
| ------------- | ----------- | -------------- | ------------- | -------------- | ------------ | -------------- | -------- |
| Stjepan Janic | K1 500m     | 1 min 37 s 724 | 3e            | 1 min 41 s 689 | 1er          | 1 min 38 s 729 | 9e       |
| Stjepan Janic | K1 1000m    | 3 min 31 s 369 | 2e            | 3 min 33 s 942 | 2e           | 3 min 30 s 495 | 7e       |

### Cyclisme

#### Route
Hommes
- Radoslav Rogina (course en ligne)
- Matija Kvasina (course en ligne, CLM)
- Vladimir Miholjević (course en ligne)

| Athlète         | Compétition      | Temps         | Rang |
| --------------- | ---------------- | ------------- | ---- |
| Radoslav Rogina | Course en ligne  | 6 h 26 min 17 | 25e  |
| Matija Kvasina  | Course en ligne  | 6 h 34 min 26 | 56e  |
| Matija Kvasina  | Contre-la-montre | 1 h 09 min 06 | 37e  |

### Gymnastique
| Hommes - Filip Ude | Femmes - Tina Erceg |

### Handball
L'équipe masculine s'est qualifiée en remportant l'un des trois Tournois de qualification olympique.
- Sélection :

| - Hommes - Gardiens de but - 1 Venio Losert - 25 Mirko Alilović - Joueurs de champs - 3 - Renato Sulić - 4 - Ivano Balić - 5 - Domagoj Duvnjak - 6 - Blaženko Lacković - 9 - Igor Vori - 10 - Davor Dominiković - 11 - Mirza Džomba - 13 - Zlatko Horvat - 14 - Drago Vuković - 19 - Petar Metličić - 23 - Ljubo Vukić - 24 - Tonči Valčić |

Résultats
- Phases de groupe

| 10 août | Croatie | 31 | 29 | Espagne | 9:00  |
| 12 août | Brésil  | 14 | 33 | Croatie | 9:00  |
| 14 août | France  | 23 | 19 | Croatie | 20:45 |
| 16 août | Croatie | 24 | 27 | Pologne | 19:00 |
| 18 août | Croatie | 33 | 22 | Chine   | 15:45 |

- Quart de finale

| 20 août | Croatie | 26 | 24 | Danemark |

- Demi-finale

| 22 août | Croatie | 23 | 25 | France |

- Match pour le 3e place :

| 24 août | Croatie | 29 | 35 | Espagne |

### Judo
| Hommes | Femmes |

### Lutte
| Hommes | Femmes |

### Sports aquatiques

#### Natation
| Hommes - 50 m nage libre - Duje Draganja - 100 m nage libre - Duje Draganja - 200 m nage libre - Dominik Straga - 100 m dos - Gordan Kožulj - Marko Strahija - 200 m dos - Gordan Kožulj - 100 m papillon - Mario Todorović - Alexei Puninski - 200 m papillon - Nikša Roki - 200 m 4 nages - Saša Imprić - 4 x 100 m nage libre - Bruno Barbić - Ante Cvitković | Femmes - 50 m nage libre - Monika Babok - 200 m nage libre - Anja Trišić - 100 m dos - Sanja Jovanović - 200 m dos - Sanja Jovanović - 100 m brasse - Similjana Marinović - 200 m brasse - Similjana Marinović |

### Taekwondo
| Femmes - -57 kg - Martina Zubčić - -67 kg : - Sandra Šarić |

### Tennis
| Hommes - Simples - Ivo Karlović forfait remplacer par Xin-Yuan Yu Chine - Ivan Ljubičić - Mario Ančić - Marin Čilić - doubles - Mario Ančić & Ivan Ljubičić | Femmes |

### Tennis de table
| Hommes - Simples - Zoran Primorac - Tan Ruiwu - doubles - Andrej Gaćina | Femmes - Andreja Bakula - Tamara Boroš - Sandra Paović |

### Tir
Femmes
- Snjezana Pejcic

### Voile
| Hommes - Laser Standard Hommes : Luka Radelić - 470 Hommes : Šime Fantela & Igor Marenić - Planche à voile Hommes : Luka Mratović - Star : Marin Lovrović & Siniša Mikuličić - 49er : Petar Cupać & Pavle Kostov - Finn : Ivan Kljaković Gašpić | Femmes - Laser: Mateja Petronijević |

### Volley-ball
- Beach-volley

### Water polo
| Hommes | Femmes |